# Сердце матери (фильм, 1957)
«Сердце матери» (арм. Մոր սիրտը) — советская мелодрама 1957 года.
История жизни молодой вдовы, слепая любовь которой к сыну привела к тому, что из него вырос расчётливый эгоист.

## В ролях
- Вардуи Вардересян — Мариам
- Рубен Микаелян — Ашот в детстве
- Цолак Америкян — дед
- Хорен Абрамян — Армен
- Ашот Нерсесян — Вартан
- Р. Тигранян — Сурен
- Глеб Селянин — Потапов в молодости
- Иван Селянин — Потапов
- Марина Тбилели-Карапетян — Гоар
- Варвара Шахсуварян — Анаит
- З. Атанесян — Рузан
- Карина Магакян — Рузан в детстве
- Армен Хостикян — Петрос
- Генри Арутюнян — Ашот
- Роберт Мкртчян — Ашот подросток
- С. Бадалян — эпизод
- Луиза Самвелян — жена Ашота
- Верджалуйс Мириджанян — Шушан
- Гаруш Хажакян — директор школы
- Виктор Резников — эпизод (нет в титрах)[1]

## Съёмочная группа
Художники — Грачья Мекинян, Сергей Сафарян